# Johannes Jantze
Johannes Gabriel Dumisa Jantze (* 19. August 1983 in Mariental, Südwestafrika) ist ein ehemaliger namibischer Fußballspieler.
Seine Karriere begann Jantze bei den namibischen Fußballclubs Bee Bob Brothers (2000–2001) und United Africa Tigers (2001–2002). Er spielte anschließend von 2002 bis 2006 im deutschen Fußball bei Borussia Freialdenhoven, GFC Düren, MSV Duisburg II, Rot-Weiß Oberhausen II, TuS Schmidt und kehrte dann nach Namibia zurück. Dort spielte in der Namibia Premier League zunächst bis 2010 beim Civics FC und wechselte dann für ein Jahr zu Eleven Arrows. von 2011 bis zu seinem Karriereende 2017 spielte Jantze bei den drei angolanischen Vereinen Progresso do Sambizanga, Bravos do Maquis und Sport Luanda e Benfica.
Jantze kam dreimal für die namibische Nationalmannschaft zum Einsatz.